# Clara Colosimo
Clara Colosimo (Conegliano, 23 maggio 1922 – Roma, 15 giugno 1994) è stata un'attrice italiana.

## Biografia
Distintasi, da giovane, nello studio della lirica come mezzosoprano a Trieste (città dove crebbe), si avvicinò successivamente al teatro, suo grande amore, recitando in opere afferenti al teatro dell'assurdo, soprattutto di Beckett. Trasferitasi a Roma agli inizi degli anni sessanta per perseguire migliori traguardi come attrice teatrale, esordì invece nel cinema con Tepepa (1968) di Giulio Petroni, con Tomas Milian, e in seguito si distinse particolarmente per la sua recitazione calibrata e per il suo poliedrico talento, soprattutto nel ruolo di caratterista principale.
Apprezzata dai più importanti registi della commedia italiana anni sessanta (come Pietro Germi che la volle a fianco di Stefania Sandrelli e Dustin Hoffman in Alfredo Alfredo), partecipò a pellicole, come Satyricon (1968) di Federico Fellini, e Fantozzi subisce ancora (1983) di Neri Parenti, nell'indimenticabile parte della portinaia impicciona in La patata bollente (1979) di Steno, e della signora Giovanna, la madre del protagonista Artemio, ne Il ragazzo di campagna, entrambi con Renato Pozzetto. Impersonò inoltre personaggi drammatici, come in Novecento (1976) di Bernardo Bertolucci, e si distinse nel personaggio dell'arpista (uno dei ruoli principali) nel film Prova d'orchestra (1980) di Federico Fellini. Tra i suoi tanti ruoli brillanti, spicca la caratterizzazione dell'attempata miliardaria a caccia d'avventure Romilda Scotti in Montecarlo Gran Casinò (1987). Il suo ultimo film fu Atto di dolore (1991) di Pasquale Squitieri. 
Clara Colosimo ha alternato per tutta la sua vita d'attrice l'attività in teatro a quella nel cinema. 
È morta a Roma nel 1994.

## Filmografia

Clara Colosimo con Johnny Dorelli e Gianrico Tedeschi in Spogliamoci così senza pudor... (1976) di Sergio Martino

- Tepepa, regia di Giulio Petroni (1968)
- Fellini Satyricon, regia di Federico Fellini (1968)
- Infanzia, vocazione e prime esperienze di Giacomo Casanova, veneziano, regia di Luigi Comencini (1969)
- Serafino, regia di Pietro Germi (1969)
- Certo, certissimo, anzi... probabile, regia di Marcello Fondato (1969)
- La notte dei serpenti, regia di Giulio Petroni (1970)
- Il divorzio, regia di Romolo Guerrieri (1970)
- Cuori solitari, regia di Franco Giraldi (1970)
- Noi donne siamo fatte così, regia di Dino Risi (1971)
- Un'estate, un inverno, regia di Mario Caiano – miniserie TV (1971)
- Le avventure di Pinocchio, regia di Luigi Comencini – miniserie TV (1972)
- Jus primae noctis, regia di Pasquale Festa Campanile (1972)
- La calandria, regia di Pasquale Festa Campanile (1972)
- Alfredo Alfredo, regia di Pietro Germi (1972)
- I racconti di Viterbury - Le più allegre storie del '300, regia di Mario Caiano (1973)
- Più forte sorelle, regia di Mario Bianchi (1973)
- Storia di una monaca di clausura, regia di Domenico Paolella (1973)
- Il saprofita, regia di Sergio Nasca (1974)
- Sesso in testa, regia di Sergio Ammirata (1974)
- La polizia accusa: il Servizio Segreto uccide, regia di Sergio Martino (1975)
- La pupa del gangster, regia di Giorgio Capitani (1975)
- Un genio, due compari, un pollo, regia di Damiano Damiani (1975)
- I baroni, regia di Giampaolo Lomi (1975)
- Salon Kitty, regia di Tinto Brass (1975)
- Spogliamoci così senza pudor..., regia di Sergio Martino, episodio La visita (1976)
- Bruciati da cocente passione, regia di Giorgio Capitani (1976)
- Novecento, regia di Bernardo Bertolucci (1976)
- Zanna Bianca e il grande Kid, regia di Vito Bruschini (1977)
- Stato interessante, regia di Sergio Nasca (1977)
- Il mostro, regia di Luigi Zampa (1977)
- Nel più alto dei cieli, regia di Silvano Agosti (1977)
- Al di là del bene e del male, regia di Liliana Cavani (1977)
- Dove vai in vacanza?, regia di Mauro Bolognini, episodio Sarò tutta per te (1978)
- L'arma, regia di Pasquale Squitieri (1978)
- Prova d'orchestra, regia di Federico Fellini (1978)
- Pensione amore servizio completo, regia di Luigi Russo (1979)
- La patata bollente, regia di Steno (1979)
- Il corpo della ragassa, regia di Pasquale Festa Campanile (1979)
- Caro papà, regia di Dino Risi (1979)
- L'insegnante viene a casa, regia di Michele Massimo Tarantini (1979)
- Il fiume del grande caimano, regia di Sergio Martino (1979)
- Café Express, regia di Nanni Loy (1980)
- Blue Erotic Climax, regia di Joe D'Amato e Claudio Bernabei (1980)
- Manolesta, regia di Pasquale Festa Campanile (1981)
- La gatta da pelare, regia di Pippo Franco (1981)
- I figli... so' pezzi 'e core, regia di Alfonso Brescia (1981)
- La storia vera della signora dalle camelie, regia di Mauro Bolognini (1981)
- Bim bum bam di Aurelio Chiesa (1981)
- La disubbidienza, regia di Aldo Lado (1981)
- Gian Burrasca, regia di Pier Francesco Pingitore (1982)
- Il buon soldato, regia di Franco Brusati (1982)
- Quella peste di Pierina, regia di Michele Massimo Tarantini (1982)
- Eccezzziunale... veramente, regia di Carlo Vanzina (1982)
- Vacanze di Natale, regia di Carlo Vanzina (1983)
- Fantozzi subisce ancora, regia di Neri Parenti (1983)
- Il ragazzo di campagna, regia di Castellano e Pipolo (1984)
- Magic Moments, regia di Luciano Odorisio (1984)
- Mi faccia causa, regia di Steno (1984)
- Tu sei differente – cortometraggio (1985)
- Era una notte buia e tempestosa..., regia di Alessandro Benvenuti (1985)
- Doppio misto, regia di Sergio Martino – film TV (1985)
- Italian Fast Food, regia di Lodovico Gasparini (1986)
- Montecarlo Gran Casinò, regia di Carlo Vanzina (1987)
- Via Montenapoleone, regia di Carlo Vanzina (1987)
- Luci lontane, regia di Aurelio Chiesa (1987)
- Provare per credere, regia di Sergio Martino – film TV (1987)
- Nosferatu a Venezia, regia di Augusto Caminito (1988)
- Una donna spezzata, regia di Marco Leto – miniserie TV (1989)
- Atto di dolore, regia di Pasquale Squitieri (1991)

## Doppiatrici
- Franca Dominici in Storia di una monaca di clausura, La polizia accusa: il Servizio Segreto uccide
- Liù Bosisio in Il ragazzo di campagna